# Liste der Naturdenkmale im Landkreis Zwickau
Die Liste der Naturdenkmale im Landkreis Zwickau nennt die Listen der in den Städten und Gemeinden im Landkreis Zwickau in Sachsen gelegenen Naturdenkmale.

## Naturdenkmale im Landkreis Zwickau
Diese Liste ist in Teillisten für die Städte und Gemeinden im Landkreis Zwickau aufgeteilt.
| Gemeinde                    | Liste                                                    |
| --------------------------- | -------------------------------------------------------- |
| Bernsdorf                   | Liste der Naturdenkmale in Bernsdorf (Landkreis Zwickau) |
| Callenberg                  | Liste der Naturdenkmale in Callenberg                    |
| Crimmitschau                | Liste der Naturdenkmale in Crimmitschau                  |
| Crinitzberg                 | Liste der Naturdenkmale in Crinitzberg                   |
| Dennheritz                  | Liste der Naturdenkmale in Dennheritz                    |
| Fraureuth                   | Liste der Naturdenkmale in Fraureuth                     |
| Gersdorf                    | Liste der Naturdenkmale in Gersdorf                      |
| Glauchau                    | Liste der Naturdenkmale in Glauchau                      |
| Hartenstein                 | Liste der Naturdenkmale in Hartenstein (Sachsen)         |
| Hartmannsdorf bei Kirchberg | Liste der Naturdenkmale in Hartmannsdorf bei Kirchberg   |
| Hirschfeld                  | Liste der Naturdenkmale in Hirschfeld (Sachsen)          |
| Hohenstein-Ernstthal        | Liste der Naturdenkmale in Hohenstein-Ernstthal          |
| Kirchberg                   | Liste der Naturdenkmale in Kirchberg (Sachsen)           |
| Langenbernsdorf             | Liste der Naturdenkmale in Langenbernsdorf               |
| Langenweißbach              | Liste der Naturdenkmale in Langenweißbach                |
| Lichtenstein/Sa.            | Liste der Naturdenkmale in Lichtenstein/Sa.              |
| Lichtentanne                | Liste der Naturdenkmale in Lichtentanne                  |
| Limbach-Oberfrohna          | Liste der Naturdenkmale in Limbach-Oberfrohna            |
| Meerane                     | keine Naturdenkmale                                      |
| Mülsen                      | Liste der Naturdenkmale in Mülsen                        |
| Neukirchen/Pleiße           | Liste der Naturdenkmale in Neukirchen/Pleiße             |
| Niederfrohna                | Liste der Naturdenkmale in Niederfrohna                  |
| Oberlungwitz                | keine Naturdenkmale                                      |
| Oberwiera                   | Liste der Naturdenkmale in Oberwiera                     |
| Reinsdorf                   | Liste der Naturdenkmale in Reinsdorf (Sachsen)           |
| Remse                       | Liste der Naturdenkmale in Remse                         |
| Schönberg                   | Liste der Naturdenkmale in Schönberg (Sachsen)           |
| St. Egidien                 | Liste der Naturdenkmale in St. Egidien                   |
| Waldenburg                  | Liste der Naturdenkmale in Waldenburg (Sachsen)          |
| Werdau                      | Liste der Naturdenkmale in Werdau                        |
| Wildenfels                  | Liste der Naturdenkmale in Wildenfels                    |
| Wilkau-Haßlau               | Liste der Naturdenkmale in Wilkau-Haßlau                 |
| Zwickau                     | Liste der Naturdenkmale in Zwickau                       |

## Belege und Anmerkungen
1. ↑  Diese Liste entspricht möglicherweise nicht dem aktuellen Stand der offiziellen Naturdenkmalliste. Diese kann über die zuständigen Behörden eingesehen werden. Daher garantiert das Vorhandensein oder Fehlen eines Objekts in dieser Liste nicht, dass es zum gegenwärtigen Zeitpunkt ein eingetragenes Naturdenkmal ist oder nicht.